# Hola, Kenya

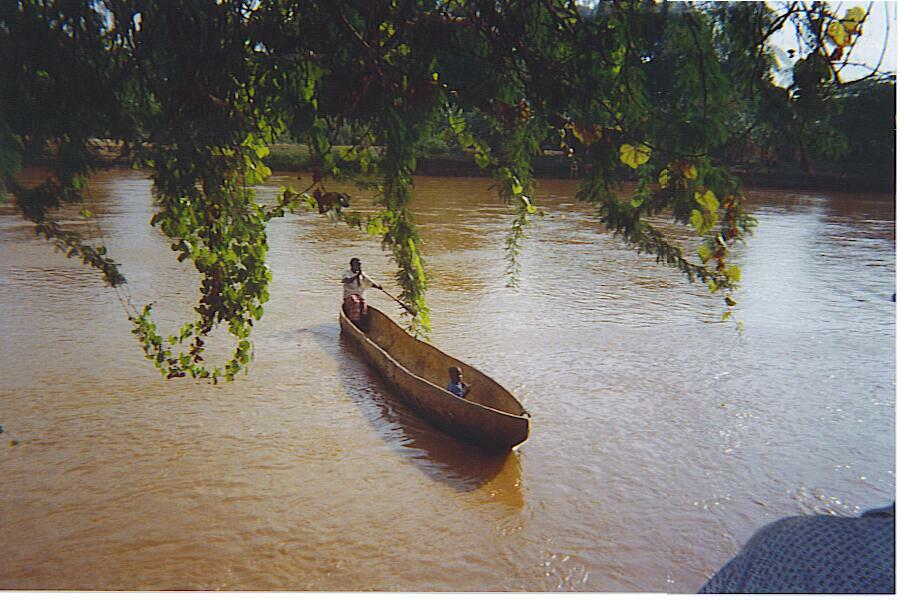
Tanafloden vid Hola.

Hola, även känd som Galole, är huvudort i distriktet Tana River i provinsen Kustprovinsen i Kenya. Folkmängden uppgick till 11 693 invånare vid folkräkningen 2009. Orten ligger vid Tanafloden.